# Michaił Skobielew
Michaił Dmitriewicz Skobielew, ros. Михаил Дмитриевич Скοбелев (ur. 17 września?/29 września 1843 w Petersburgu, zm. 25 czerwca?/7 lipca 1882 w Moskwie) – generał piechoty Armii Imperium Rosyjskiego 1881, generał adiutant 1878, uczestnik wojny rosyjsko-tureckiej 1877–1878.

## Życiorys
Urodzony w rodzinie oficera. W latach sześćdziesiątych XIX wieku oficer Grodzieńskiego Pułku Huzarów Lejb-Gwadii w Warszawie (pułk mieścił się w koszarach w Łazienkach przy ul. 29 Listopada, wtedy w granicach obecnych ulic: 29 Listopada, Podchorążych i Suligowskiego). Na ochotnika zgłosił się do udziału w tłumieniu powstania styczniowego. W 1868 roku ukończył Nikołajewską Akademię Sztabu Generalnego. Uczestnik Ekspedycji Chiwińskiej w 1873. Brał udział w dławieniu Powstania Kokandzkiego w Kirgizji 1873-1876. Od lutego 1876 pierwszy gubernator utworzonego wówczas obwodu fergańskiego. Prowadził politykę kolonialną. Brał udział w wojnie rosyjsko-tureckiej 1877–1878 jako dowódca Brygady Kozaków. Brał udział w drugim szturmie Plewny w lipcu 1877 i w opanowaniu Łowecza w sierpniu 1877. W czasie trzeciego szturmu Plewny w sierpniu 1877 dowodził lewoskrzydłowym oddziałem, który wdarł się do miasta, jednak nie otrzymawszy pomocy zmuszony był do wycofania. Dowodząc 16 Dywizją uczestniczył w blokadzie Plewny i w zimowym przejściu wojsk rosyjskich przez Bałkany, odgrywając decydującą rolę w bitwie pod Szejnową. W lutym 1878 zajął San-Stefano pod Stambułem. Waleczność w wojnie 1877-78 dało mu wielką popularność w Rosji i Bułgarii. W Bułgarii jego nazwiskiem nazwano place, ulice i parki w wielu miastach.
W latach 1878–1880 dowodził korpusem. W latach 1880–1882 kierował Drugą Ekspedycją Ahałtekinską, w czasie której była podbita Turkmenia. W 1882 przebywając w Paryżu wystąpił w obronie narodów bałkańskich przed agresją ze strony Niemiec i Austro-Węgier, co w konsekwencji wywołało międzynarodowy skandal i nieporozumienia. Za to został wezwany przez cara Aleksandra III do Rosji. Po powrocie do kraju nieoczekiwanie zmarł w domu publicznym w Moskwie.
Gen. Skobielew był utalentowanym dowódcą. W czasie dowodzenia stosował nowoczesne jak na owe czasy metody walki i sztuki operacyjnej. Cechowała go w bojach odwaga i osobiste bohaterstwo. Był bardzo popularny jako dowódca wśród żołnierzy i oficerów.
Odznaczony najwyższymi odznaczeniami rosyjskimi (Orderami Świętego Jerzego II, III i IV klasy, Świętego Włodzimierza III klasy, Świętej Anny I i IV klasy, trzykrotnie Złotą Szablą „Za dzielność” oraz niemieckimi m.in. Pour le Mérite, Orderem Czerwonego Orła (dwukrotnie). 
W końcu lat 70. XIX wieku w zarekwirowanym majątku Skuły (pow. błoński) osadzono rosyjskich kolonistów i utworzoną wieś nazwano Skobelewka. W 1911 na terenie koszar przy ul. 29 Listopada w Warszawie postawiono pomnik Skobielewa. Pomnik rozebrano ok. 1935.